# 20822 Lintingnien
20822 Lintingnien este un asteroid din centura principală de asteroizi.

## Descriere
20822 Lintingnien este un asteroid din centura principală de asteroizi. A fost descoperit pe 24 octombrie 2000 la Socorro, New Mexico, în cadrul proiectului LINEAR. Asteroidul prezintă o orbită caracterizată de o semiaxă mare de 2,54 ua, o excentricitate de 0,09 și o înclinație de 5,1° în raport cu ecliptica.